# Мартинес де Росас, Хуан
Хуан Мартинес де Росас Корреа (исп. Juan Martínez de Rozas; 28 декабря 1759, Мендоса, Генерал-капитанство Чили, Испанская империя — 16 мая 1813, Мендоса, Соединённые провинции Южной Америки) — чилийский политический и государственный деятель, один из лидеров Чилийской войны за независимость. Глава первой хунты Чили (1811). Борец за независимость Чили от Испанской империи.

## Биография
Окончил Королевский университет Сан-Фелипе.
Позжн был профессором права, теологии и философии в Сантьяго. Некоторое время занимал пост исполняющего обязанности губернатора Консепсьона, а также был полковником полка ополчения. В 1808 году стал секретарём последнего испанского губернатора Франсиско Антонио Карраско и использовал свое положение для подготовки национального движения. После ухода с поста секретаря Росас был в основном ответственен за отставку испанского губернатора и формирование национальной хунты в сентябре 1810 года стал лидером Хунты. Под его влиянием было инициирован ряд реформ, установлена свобода торговли, организована армия и созван национальный конгресс в июле 1811 года.
Но в конце того же года начали возникать разногласия между последователями Росаса  и  Хосе Мигелем Каррерой, который обеспечил себе контроль над Сантьяго. В 1812 году Каррере удалось добиться изгнания своего соперника, который удалился в Мендосу, где и умер в 1813 году.
Был президентом временного правительственного совета королевства от имени Фернандо VII (исп. Presidente de la Junta Provisional Gubernativa del Reino a nombre de Fernando VII).